# راتز
راتز مسلسل رسوم متحركة كندي فرنسي عرض لأول مره في 21 سبتمبر 2003 واستمر عرضه حتى 14 أغسطس 2006 . تمت دبلجة المسلسل للغة العربية وعرض على قناة ام بي سي 3 .

## روابط خارجية
- Official site (in French)
- Xilam site
- راتز على موقع IMDb (الإنجليزية)
- راتز على موقع كينوبويسك (الروسية)
- راتز على موقع ألو سيني (الفرنسية)
- راتز على موقع قاعدة بيانات الفيلم (الإنجليزية)